# シックズ・スタジアム
シックズ・スタジアム（Sick's Stadium）は、アメリカのワシントン州シアトルにかつて存在した野球場。MLBシアトル・パイロッツ（現ミルウォーキー・ブルワーズ）が球団創設1年目の1969年の1年だけ本拠地にしていたほか、マイナーリーグベースボールやニグロリーグ数球団の本拠地になっていた。

## 球場の歴史
この場所には1913年に建設されたダッグデール・スタジアムという野球場が建っており、マイナーリーグ・パシフィックコーストリーグのシアトル・インディアンス（のちシアトル・レイニアーズ）が本拠地にしていたが、1932年7月4日に放火され全焼してしまった。そのため、同地に新しい野球場が建設されることとなった。
1938年6月15日に開場した新球場は、レイニアーズのオーナーのエミル・シックの名前から「シックズ・スタジアム」と名付けられた。レイニアーズは1964年シーズン終了後に球団名をシアトル・エンゼルスに変えながら1968年までこの球場でプレイ。ニグロ・リーグ・ウエスト・コースト・ベースボール・アソシエイションのシアトル・スティールヘッズも1946年にここを本拠地にした。また、野球以外にも、1957年9月1日にはエルヴィス・プレスリーがコンサートを行った。
シアトルは何度か大リーグ球団の移転先に挙げられていたが、実現はしなかった。1965年のクリーブランド・インディアンス、1967年のカンザスシティ・アスレチックスが共にシアトルへの移転を検討しながらも結局しなかったのは、シアトルを代表する野球場であったシックズ・スタジアムの設備の脆弱さが理由だった。
1969年に新球団パイロッツがシアトルに創設されたが、「シーズン開始までにキャパシティが30,000人以上になるよう席を増設する」という球団誘致の条件の一つは、気候不良と費用増大が原因で工事が遅れ、実現されなかった。また座席の増設は、他の多くの座席の視界を遮ってしまった。
パイロッツは観客動員で苦戦。創設初年度にもかかわらず約678,000人（1試合平均約8,730人）しか動員できなかった。パイロッツは1年限りでシアトルに見切りをつけ、ウィスコンシン州ミルウォーキーへ移転した。
1972年から5年間はマイナーリーグA級シアトル・レイニアーズの本拠地となった。1977年にはシアトルが再び大リーグ拡張球団（マリナーズ）の本拠地として選ばれたが、本拠地球場にシックズ・スタジアムは選ばれなかった。シックズ・スタジアムは1979年2月に解体された。
| 前本拠地： n/a - | ミルウォーキー・ブルワーズの本拠地 1969 - （1シーズン限り） | 次本拠地： ミルウォーキー・カウンティ・スタジアム 1970 - 2000 |